# Adhemar Esquivel Kohenque
Adhemar Esquivel Kohenque, né le 22 avril 1929 à Campolican en Bolivie et mort le 17 juillet 2013 à Tarija en Bolivie, est un prélat catholique bolivien.

## Biographie
Adhemar Esquivel Kohenque est ordonné prêtre en 1960. En 1968 il est nommé évêque titulaire de Caere (de) et évêque auxiliaire de La Paz. Kohenque est nommé évêque coadjuteur de Tarija et devient évêque de Tarija en 1995. Il prend sa retraite en 2004.